# パーサック・チョンラシットダム
パーサック・チョンラシットダム（タイ語: เขื่อนป่าสักชลสิทธิ์）は、タイ国王ラーマ9世の発案に基づき、洪水を防ぐために建設された、タイ王国における最長のダムである。管轄する農業・協同組合省によって、1994年12月2日に建設が始められた。

## 沿革
雨季におけるパーサック川流域の洪水と、乾季の水不足は、毎年決まって発生する問題となっていた。1989年2月19日、ラーマ9世は灌漑局に対し、チャオプラヤー川下流地帯、バンコクとその周辺における上記の問題を解決するため、ダムの建設を検討するよう命じた。自然環境調査の後、1994年5月3日、内閣はパーサック川ダムと貯水池の建設計画を承認した。
パーサック・チョンラシットダムは、1994年12月2日から1999年9月30日までの5年間をかけて建設された。1998年6月15日、シリントーン王女により貯水式典が催され、1998年10月7日、ラーマ9世によりパーサック・チョンラシットダムと命名された。
1999年11月25日、ラーマ9世、シリキット王妃、シリントーン王女によるパーサック・チョンラシットダム完成式典が催された。

## 観光
パーサック・チョンラシットダムは貯水ダムであると同時に、ロッブリー県の観光地でもあり、ダムの周辺には以下の様々な観光地がある。
- ロッブリー県側
  - パーサック・チョンラシットダム駅 パーサック・チョンラシットダムの入り口に位置する。
  - ダム湖畔多目的施設。パーサック・チョンラシットダムの眺望地。
  - パーサック・チョンラシットダム博物館。
  - パーサック・チョンラシットダムの堤防の上を走る観光車両。往復距離9,720m。
- サラブリー県側
  - ルアン・プー・ヤイ・パーサック（仏像）。ダムの湖畔に位置する。

## 関連事項
- パーサック川
- パーサック・チョンラシットダム駅